# جما بولونیسی
جما بولونیسی (ایتالیایی: Gemma Bolognesi؛ ‏ ۴ نوامبر ۱۸۹۴ – ۲۶ مارس ۱۹۸۳) هنرپیشه اهل ایتالیا بود.
از فیلم‌هایی که وی در آن نقش داشته‌است، می‌توان به دبران، رستاخیز، فرشته سپید، عشق‌های حزن‌انگیز و اورینت اکسپرس اشاره کرد.